# Province d'Ambo
Pour les articles homonymes, voir Ambo.
La province d'Ambo (en espagnol : Provincia d'Ambo) est l'une des onze provinces de la région de Huánuco, dans le centre du Pérou. Son chef-lieu est la ville de Ambo.

## Géographie
La province couvre une superficie de 1 581 km2 dans le sud de la région. Elle est limitée au nord par la région de La Libertad et la région de San Martín, à l'est par la province de Leoncio Prado, au sud par la province de Huacaybamba et à l'ouest par la région d'Ancash.

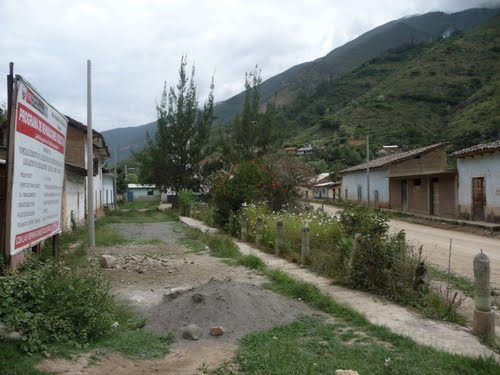
Le village de Quchachini

## Population
La population de la province s'élevait à 54 588 habitants en 2005.

## Subdivisions
La province est divisée en huit districts :
- Ambo
- Cayna
- Colpas
- Conchamarca
- Huacar
- San Francisco
- San Rafael
- Tomay Kichwa